# 西維珍尼亞號戰艦
西維珍尼亞號戰艦（USS West Virginia BB-48）是一艘隸屬於美國海軍的戰艦，為科羅拉多級戰艦的三號艦。它是美軍第二艘以西維珍尼亞州為名的軍艦，亦是美國在1934年文森-特里梅法案（Vinson-Trammell Act）通過前最後一艘建成的戰艦。
西維珍尼亞號在1920年於紐波特紐斯造船廠建造，於1921年下水，在1923年服役。接著西維珍尼亞號以訓練為主，並參與多次艦隊解難演習（Fleet Problems）。1941年日本海軍偷襲珍珠港，西維珍尼亞號遭受攻擊重創，並坐沉港內。1942年海軍打撈西維珍尼亞號，將之帶返美國維修，並順道作現代化改裝。1944年西維珍尼亞號返回前線作戰，並先後參與雷伊泰灣海戰、仁牙因灣戰役、硫磺島戰役及沖繩戰役，然後協助盟軍在日本投降後佔領當地，最後返國待命。1947年西維珍尼亞號退役，並在1959年除籍出售拆解。

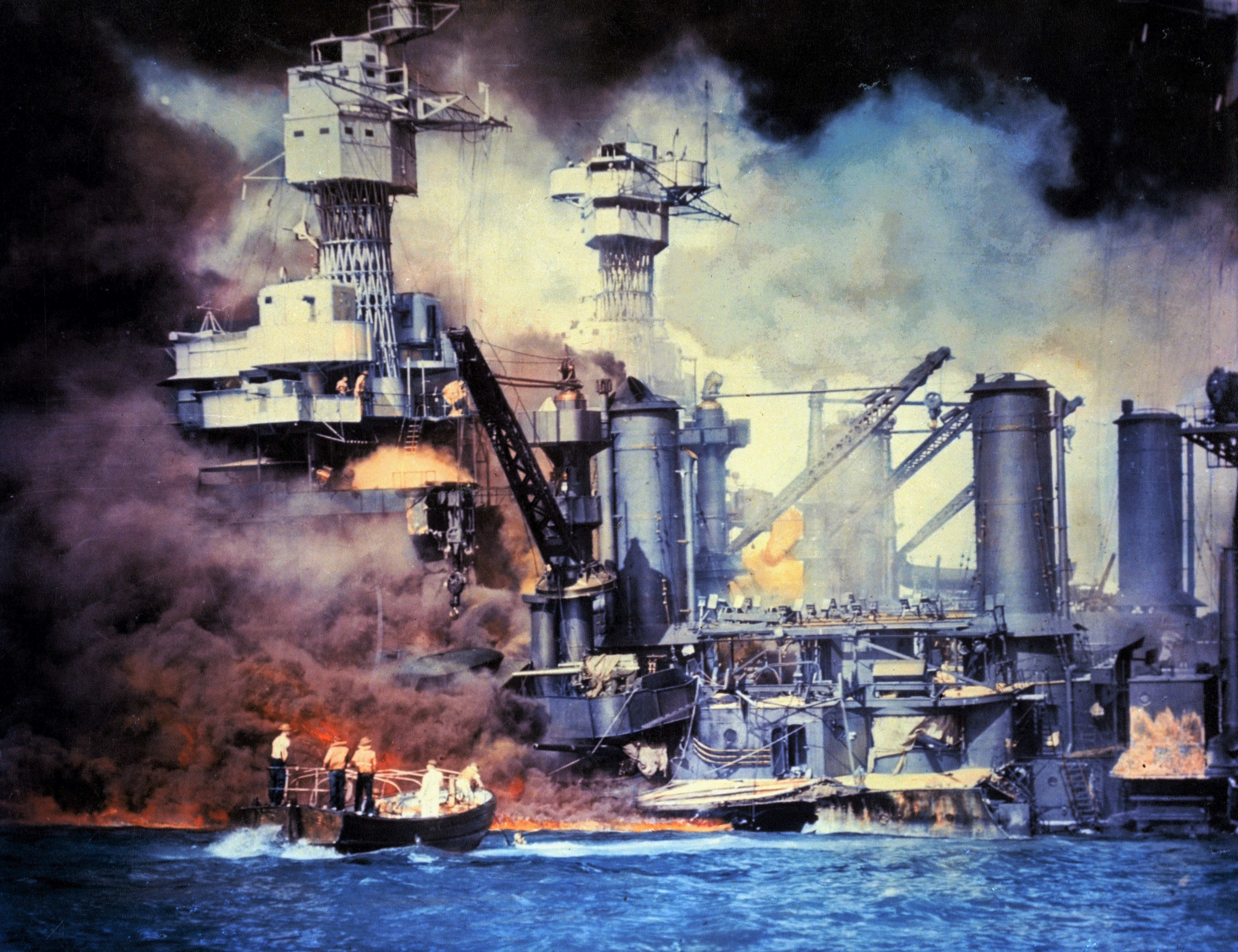
在珍珠港事變中被擊沉

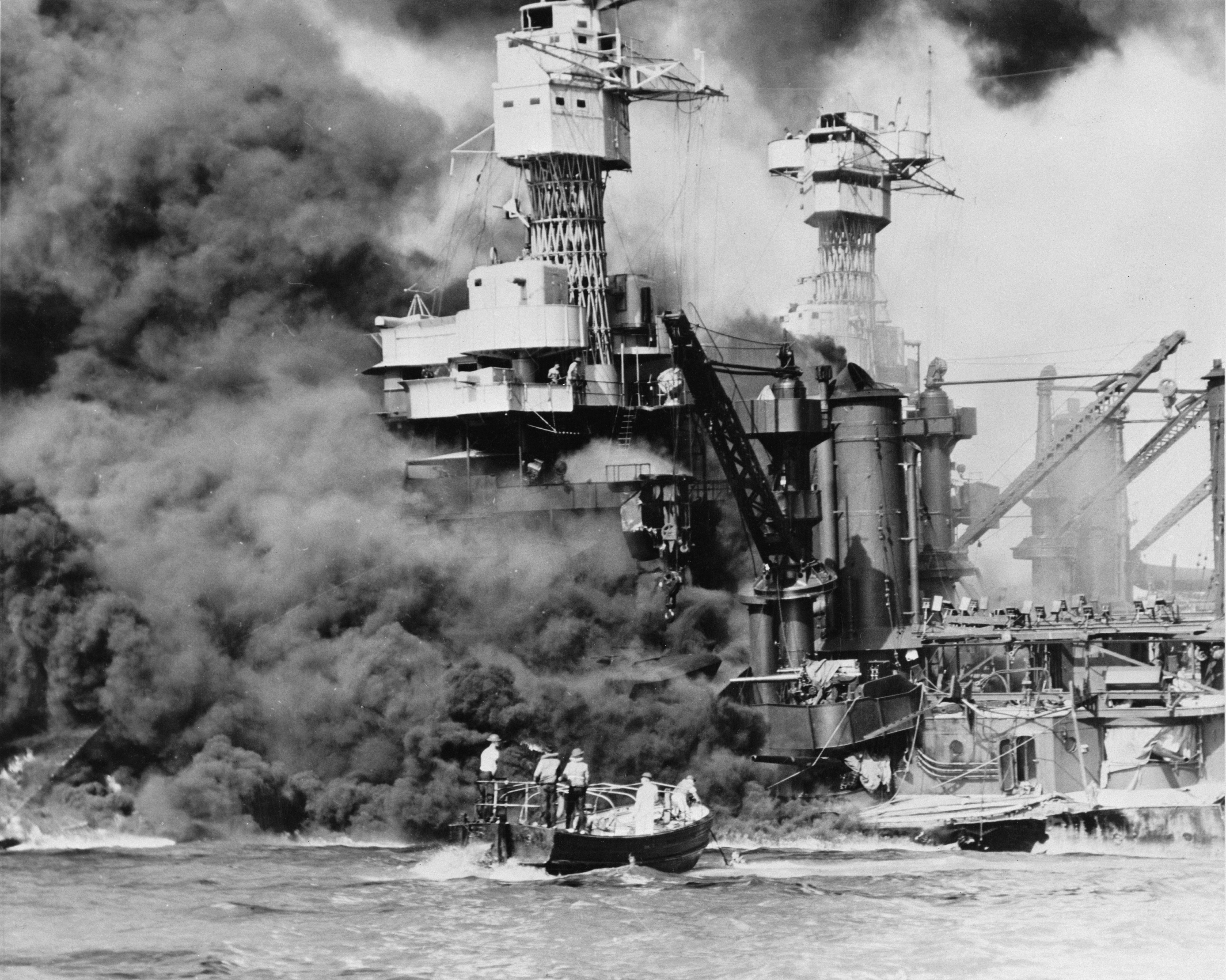
珍珠港事件中燃烧的西弗吉尼亚号

西維珍尼亞號在二戰共獲得五枚戰鬥之星。